# NGC 4763
NGC 4763 este o galaxie lenticulară situată în constelația Corbul. A fost descoperită în 31 decembrie 1785 de către William Herschel.